# Notícia falsa

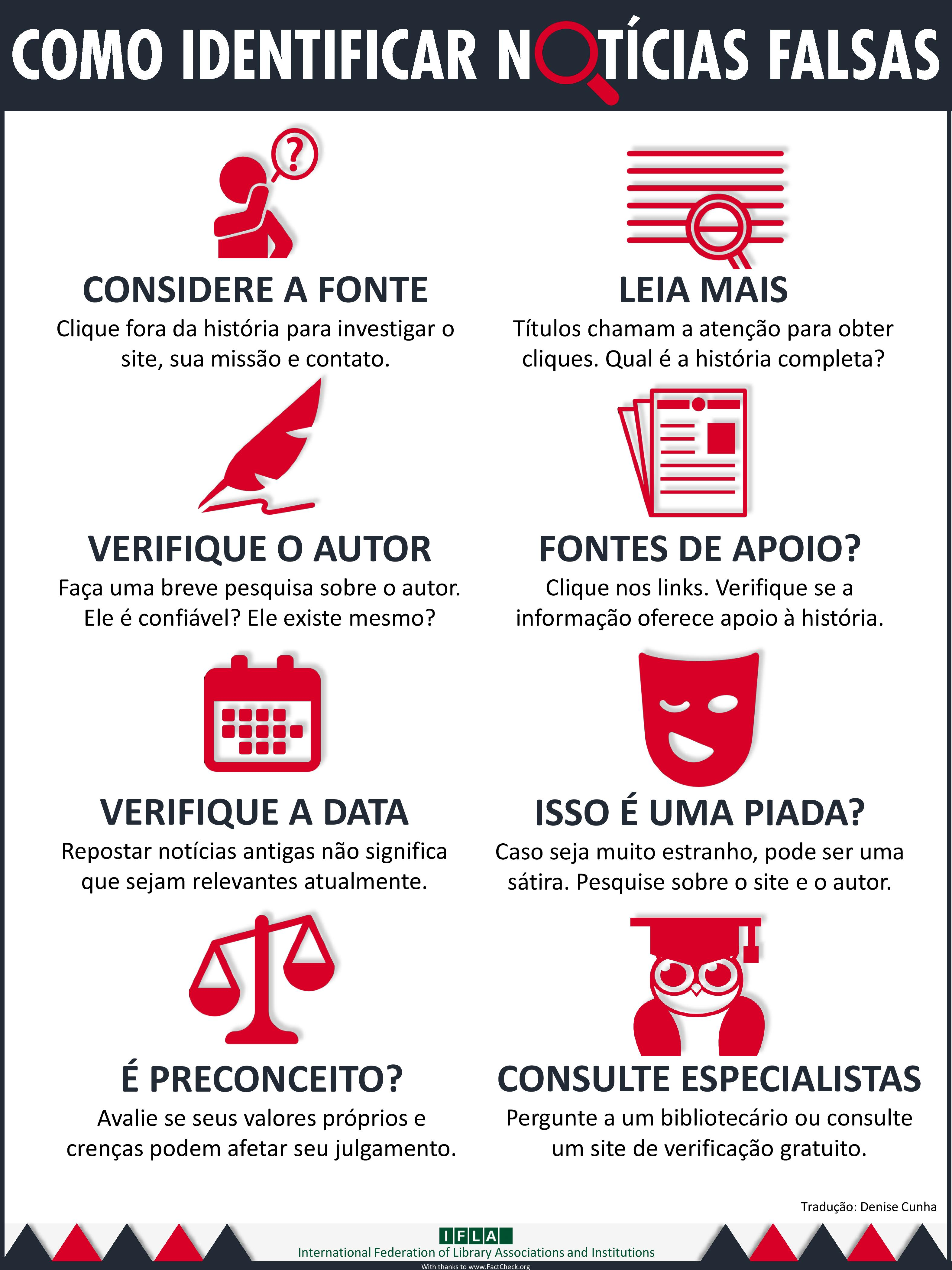
Diagrama sobre como identificar notícias falsas da IFLA em português

Notícias falsas (sendo também muito comum o uso do termo em inglês: fake news) são uma forma de imprensa marrom que consiste na distribuição deliberada de desinformação ou boatos via jornal impresso, televisão, rádio, ou ainda online, como nas mídias sociais. Este tipo de notícia é escrito e publicado com a intenção de enganar, a fim de se obter ganhos financeiros ou políticos, muitas vezes com manchetes sensacionalistas, exageradas ou evidentemente falsas para chamar a atenção.
O conteúdo intencionalmente enganoso e falso é diferente da sátira ou paródia. Estas notícias, muitas vezes, empregam manchetes atraentes ou inteiramente fabricadas para aumentar o número de leitores, compartilhamento e taxas de clique na Internet. Neste último caso, é semelhante às manchetes "clickbait", e se baseia em receitas de publicidade geradas a partir desta atividade, independentemente da veracidade das histórias publicadas. As notícias falsas também prejudicam a cobertura profissional da imprensa e torna mais difícil para os jornalistas cobrir notícias significativas.
O fácil acesso online ao lucro de anúncios online, o aumento da polarização política e da popularidade das mídias sociais, principalmente a linha do tempo do Facebook, têm implicado na propagação de notícias deste gênero. A quantidade de sites com notícias falsas anonimamente hospedados e a falta de editores conhecidos também vêm crescendo, porque isso torna difícil processar os autores por calúnia. A relevância dessas notícias aumentou em uma realidade política "pós-verdade". Em resposta, os pesquisadores têm estudado o desenvolvimento de uma "vacina" psicológica para ajudar as pessoas a detectar falsas informações.
Além da disseminação de notícias falsas através da mídia, a expressão também define, em um âmbito mais abrangente, a disseminação de boatos pelas mídias sociais, por usuários comuns. Algumas vezes, isso pode ter consequências graves, como o notório caso ocorrido em 2014, do linchamento de uma dona de casa na cidade de Guarujá, no litoral do estado de São Paulo, Brasil.

## Definição
Fake news ("notícia falsa", em português) é um termo novo, ou neologismo, usado para se referir a notícias fabricadas. O termo fake news originou-se nos meios tradicionais de comunicação, mas já se espalhou para mídia online. Este tipo de notícia, encontrada em meios tradicionais, mídias sociais ou sites de notícias falsas, não tem nenhuma base na realidade, mas é apresentado como sendo factualmente corretas. Michael Radutzky, um produtor do show 60 Minutes da CBS, disse que seu show considera notícias falsas como "histórias que são comprovadamente falsas, têm um enorme tração [apelo popular] na cultura, e são consumidas por milhões de pessoas". Ele não inclui notícias falsas que são "invocadas por políticos contra os meios de comunicação sobre as histórias ou comentários que eles não gostam ". Guy Campanile, também produtor de 60 Minutos, disse: "Estamos falando de histórias que são fabricadas do nada. De forma geral, criadas deliberadamente e que qualquer por qualquer definição sejam mentira." A intenção e o propósito por trás da notícias falsas é importante. Em alguns casos, o que parece ser uma falsa notícia pode ser, na verdade, notícias de sátira, que usa o exagero e introduz elementos não verdadeiros com o objetivo de divertir ou fazer um ponto, em vez de enganar. Propagandas também pode ser falsas notícias.
Claire Wardle, do First Draft News, identifica sete tipos de notícias falsas:
1. Sátira ou paródia ("sem intenção de fazer mal, mas tem potencial para enganar")
2. Falsa conexão ("quando as manchetes, visuais das legendas não dão suporte a conteúdo")
3. Conteúdo enganoso ("má utilização da informação para moldar um problema ou de um indivíduo")
4. Contexto falso ("quando o verdadeiro conteúdo é compartilhado com informações falsas contextuais")
5. Conteúdo impostor ("quando fontes verdadeiras são forjadas" com conteúdo falso)
6. Conteúdo manipulado ("quando informação genuína ou imagens são manipuladas para enganar", como fotos "adulteradas")
7. Conteúdo fabricado  ("conteúdo novo é 100% falso, projetado para enganar e fazer mal")

Em pesquisa realizada pela Kantar em 2017, a definição de notícias falsas (fake news, no termo em inglês popularizado pelo presidente dos EUA, Donald Trump) ainda não era muito clara: 58% dos brasileiros entrevistados achavam se tratar de "uma história deliberadamente fabricada por um meio de comunicação", 43% pensavam que o termo se referia a "história divulgada por alguém que finge ser um meio de comunicação", 39% apontavam que seria "uma história que contém erro de informação" e 27% apostavam que seria uma "história tendenciosa".
Em uma análise mais direta, as notícias falsas seriam "imitações fraudulentas de gêneros jornalísticos, cujo objetivo é emprestar as marcas discursivas de uma instituição social dos Estados democráticos para levar o leitor a conferir maior credibilidade a seu conteúdo".

## Identificação
A Federação Internacional das Associações e Instituições de bibliotecária (IFLA) publicou um diagrama com dicas para ajudar as pessoas a identificarem notícias falsas (imagem da versão em português do diagrama a direita).
1. Considere a fonte da informação: tente entender sua missão e propósito olhando para outras publicações do site.
2. Leia além do título: Títulos chamam atenção, tente ler a história completa.
3. Cheque os autores: Verifique se eles realmente existem e são confiáveis.
4. Procure fontes de apoio: Ache outras fontes que suportem a notícias.
5. Cheque a data da publicação: Veja se a história ainda é relevante e está atualizada.
6. Questione se é uma piada: O texto pode ser uma sátira.
7. Revise seus preconceitos: Seus ideais podem estar afetando seu julgamento.
8. Consulte especialistas: Procure uma confirmação de pessoas independentes com conhecimento.

Há algumas instituições como "Aos Fatos" e International Fact-Checking Network (IFCN) que se propõem a checar notícias e julga-las como falsas ou verdadeiras. A IFCN faz uso de uma rede colaborativa e faz um treinamento de seus colaboradores para que possam validar as histórias. O Facebook se comprometeu a ajudar seus usuários a identificar as notícias falsas, e adicionou em cerca de 14 países uma seção com dicas sobre como reconhecer notícias falsas. Os leitores também estão se tornando mais céticos e atentos: uma pesquisa mostrou que mais de 3 em cada 4 leitores de notícias verificaram fatos em uma notícias de independente, enquanto 70% reconsideraram compartilhar uma matéria por receio de que ela pudesse ser uma notícia falsa.

### Detecção automática
O MIT desenvolveu um sistema de inteligência artificial que reescreve automaticamente frases da Wikipédia contendo informações obsoletas com pouca ou nenhuma intervenção humana, mantendo a linguagem semelhante à maneira como os humanos escrevem e editam. Portanto, o texto criado usando a IA não parecerá incomum em um parágrafo cuidadosamente criado. O sistema de inteligência artificial pode ser usado para fins como detectar automaticamente notícias falsas.

## História

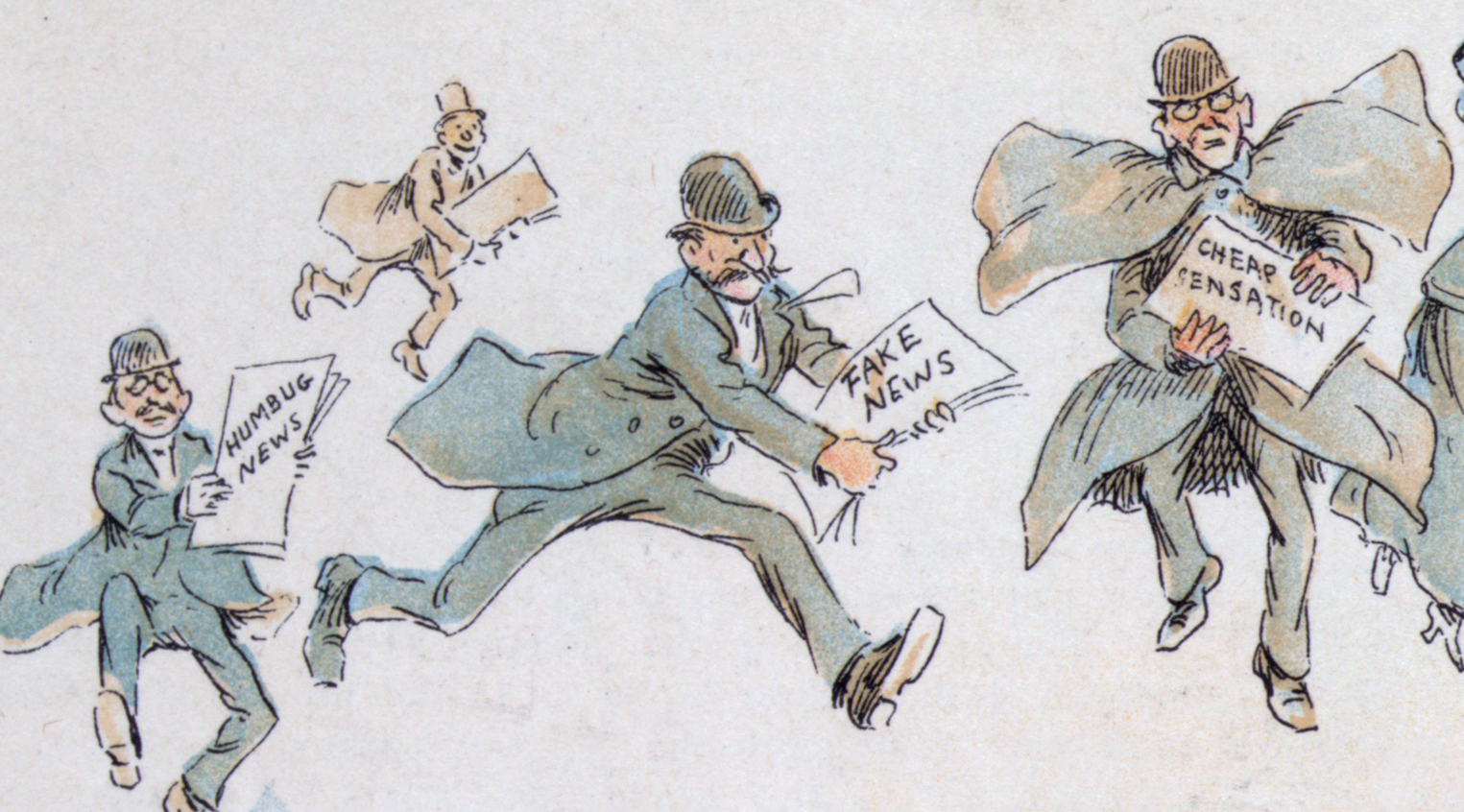
Repórteres com várias formas de "notícias falsas", de uma ilustração de 1894 por Frederick Burr Opper.

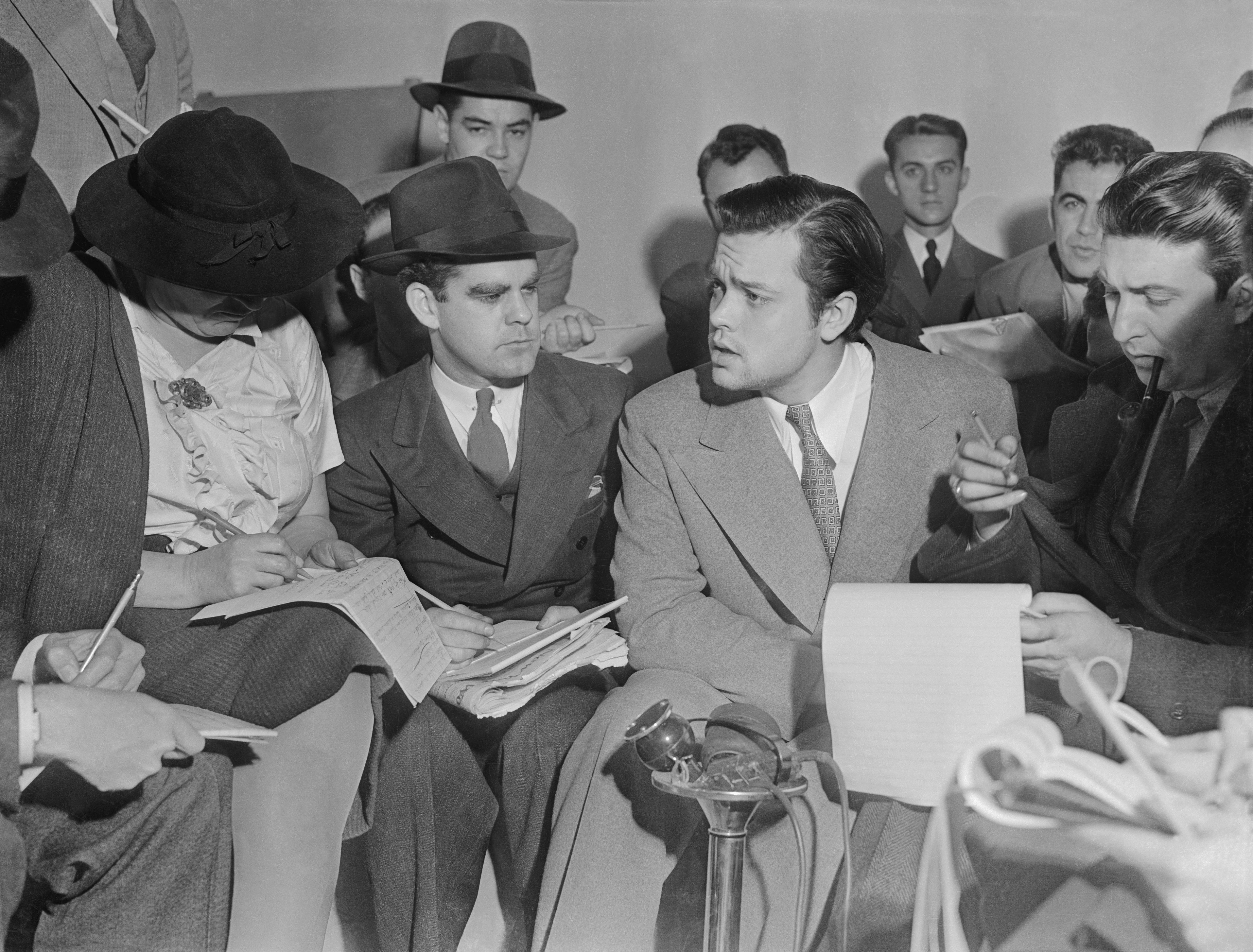
Orson Welles explica para jornalistas a transmissão de A Guerra dos Mundos em 30 de outubro de 1938.

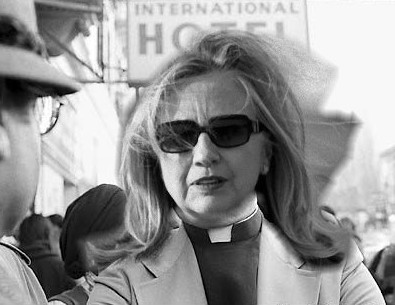
Imagem intencionalmente enganosa de Hillary Clinton sobre uma foto de 1977 do reverendo Jim Jones, da igreja Templo do Povo.

Notícias falsas não são uma exclusividade do século XXI. Através de toda a história há vários episódios em que rumores falsos foram espalhados tendo grandes consequências. Por exemplo:
- O político e general romano Marco Antônio cometeu suicídio motivado por notícias falsas. Haviam falsamente dito a Marco Antonio que sua mulher, a Cleópatra também havia cometido suicídio.
- No século VIII a Doação de Constantino foi uma história forjada, em que supostamente Constantino havia transferido sua autoridade sobre Roma e a parte oeste do Império Romano para o Papa.
- Poucos anos antes da Revolução Francesa, vários panfletos eram espalhados em Paris com notícias, muitas vezes contraditórias entre si, sobre o estado de falência do governo. Eventualmente, com vazamento de informações do governo, informações reais sobre o estado financeiro do pais foram a público.[26]
- Benjamin Franklin escreveu notícias falsas sobre Índios assassinos que supostamente trabalhavam para o Rei George III, com o intuito de influenciar a opinião pública a favor da Revolução Americana.[26]
- Em 1835 o jornal The New York Sun publicou notícias falsas usando o nome de um astrônomo real e um colega inventado sobre a descoberta de vida na lua. O propósito das notícias foi aumentar as vendas do jornal. No mês seguinte o jornal admitiu que os artigos eram apenas boatos.[26]
- Hannah Arendt defendia que o totalitarismo massificou a desinformação.[27]
- Uma contribuição valiosa para a vitória de Eurico Gaspar Dutra na eleição presidencial de 1945 veio de Hugo Borghi, que distribuiu milhares de panfletos acusando o candidato Eduardo Gomes de ter dito: ''Não preciso dos votos dos marmiteiros''. O que Eduardo pronunciou na verdade, no Teatro Municipal do Rio de Janeiro, em 19 de novembro (menos de um mês antes do pleito, ocorrido em 2 de dezembro), foi: "Não necessito dos votos dessa malta de desocupados que apoia o ditador para eleger-me presidente da República".[28][29] Outros exemplos de fakes na história brasileira podem ser citados, como o Plano Cohen, as cartas falsas atribuídas a Artur Bernardes[30] e o fato de que até mesmo Tiradentes produziu falsas informações.[31]
- No decorrer da Guerra Fria, com o objetivo de confundir e induzir governos e órgãos de informações ocidentais ao erro, a inteligência soviética empregou estratégias conhecidas como Medidas ativas. Estas, usavam contrainformação, manipulação da mídia e desinformação.[32] Dentre as teorias conspiratórias criadas pela URSS para manipular e confundir a mídia e governos de países do ocidente, destacaram-se a operação INFEKTION,[33] que lançou sobre os EUA a culpa pela "criação" da AIDS, as acusações que presidente Kennedy foi assassinado por um complô tramado pela CIA e, que os os estadounidenses não pousaram na Lua.[32] Notícias falsas, forjadas pelos órgãos de inteligência soviéticos por meio de medidas ativas, revelaram-se tão convincentes que algumas ainda continuam recebendo crédito no século XXI.[32]

Entre esses e muitos outros exemplos é possível perceber que esse é um recurso que foi amplamente usado na história, muitas vezes com o propósito de beneficiar alguém ou algum movimento social.

### Século XXI
No século XXI, o uso e impacto das notícias falsas se tornou amplo, assim como o uso do termo. Além de ser usado para criar histórias inventadas para enganar os leitores é um recurso usado para aumentar a quantidade de leitores online e assim aumentar os lucros dos sites. O termo também passou a ser usado para sites de notícias de sátira, que não tem o propósito de enganar, mas fazer comédias sobre eventos reais compartilhados na mídia tradicional. No Brasil um bom exemplo de site de sátira é o Sensacionalista. Em fevereiro de 2017 o presidente americano Donald Trump deu uma nova evidência as fake news acusando um repórter da CNN de produzir notícias falsas e se recusando a responder sua pergunta em uma conferência de imprensa.
Atualmente notícias falsas ficam populares rapidamente com o auxilio de redes sociais como Facebook e Twitter muitas vezes chegando aos trend topics.  Essas notícias quando não patrocinadas por motivos políticos são financiadas pela "indústria de cliques" que grandes plataformas de propaganda digital como o Google AdSense criaram. Sites podem ganhar dinheiro baseado em cliques nas propagandas, e para aumentar suas taxas de cliques e frequentadores de suas páginas publicações são feitas com manchetes chamativas muitas vezes distorcendo o texto publicado ou com mentiras. Por exemplo, não é incomum sites de fofoca inventarem a morte de alguma celebridade para atrair leitores.
É importante analisar como e porque notícias falsas se espalham facilmente nas redes sociais. Elas são geralmente apelativas emocionalmente, ou reforçam algum ideal politico ajudando a reforçar crenças e por isso são amplamente compartilhadas e comentadas antes mesmo que os usuários chequem as fontes das notícias. Outro efeito realçado nas redes sociais é o de Câmara de eco, em que pessoas se isolam de grupos com ideais diferentes evitando assim o contraponto de ideais que possam vir a revelar a falsidade de algumas notícias.

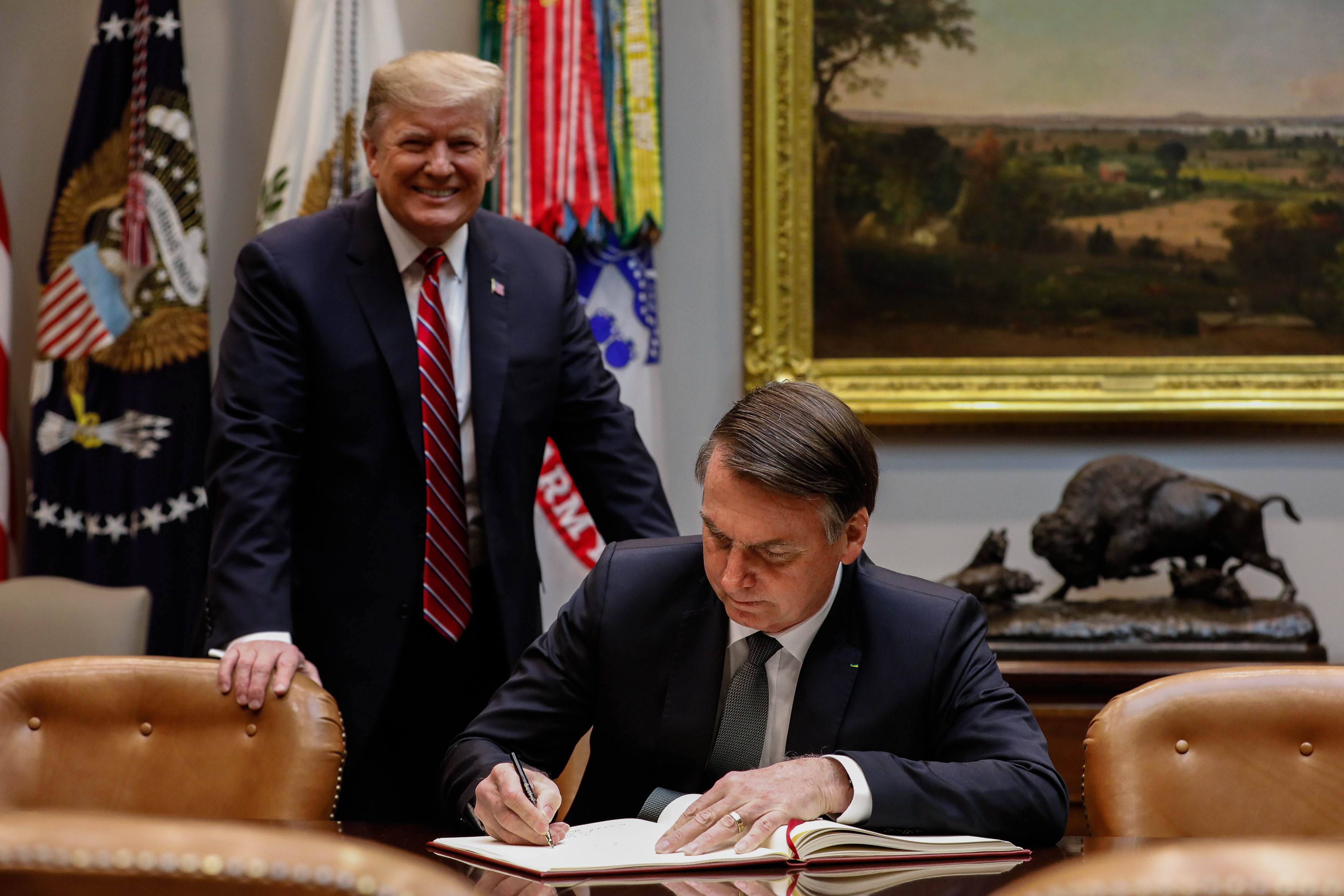
Os presidentes Trump (EUA) e Bolsonaro (Brasil) são alvo de críticas em relação à divulgação ou compartilhamento de notícias falsas e/ou perigosas.

Empresas como o Google e Facebook vêm sendo acusadas como umas das responsáveis por facilitar a disseminação das notícias falsas. O Facebook com seus algoritmos de busca e o Google com seu engenho de busca são hoje as principais formas de jovens terem acesso a notícias em seu dia a dia. Ambas empresas se comprometeram recentemente a combater esse problema, o Google por exemplo bloqueou alguns sites que ele julgou como de notícias falsas de suas redes de anúncios bloqueando assim a fonte de renda dos mesmos, além disso adicionou uma nova função na sua ferramenta de busca de notícias. Durante a crise sanitária provocada pela pandemia de Covid-19, Twitter, Instagram e Facebook bloquearam publicações de Jair Bolsonaro para evitar a difusão de "desinformação passível de causar danos físicos às pessoas" e de "conteúdos que se opõem às instruções vindas de fontes oficiais e que poderiam aumentar o risco de transmissão" do vírus.
Grandes empresas de tecnologia têm combatido o que consideram notícias falsas; por exemplo, a Google está gastando US$25 milhões para combater notícias falsas em sua plataforma YouTube. O investimento pretende combater principalmente coberturas urgentes e de última hora. Em 30 de julho de 2018, um serviço de checagem de notícias, denominado Fato ou Fake, foi criado no Brasil pela cooperação de Rede Globo, GloboNews, G1, O Globo, Extra, Época, Valor e CBN, com a intenção de combater a propagação de notícias falsas que não estejam presentes em suas representadas.

## Impactos

Cartaz sobre fake news.

A disseminação de notícias falsas é facilitada pelo acesso em larga escala a mídias sociais, e seus impactos podem ser igualmente vastos. Mesmo nos casos em que a informação falsa é veiculada por erro involuntário ou com o simples intuito de provocar o humor, elas despertam no receptor uma reação baseada em falsidades, e que por isso mesmo é equivocada. Muitas vezes são divulgadas intencionalmente, com o objetivo de distorcer a realidade e criar uma realidade artificial, buscando induzir o receptor a assumir um determinado ponto de vista que contradiz os fatos. Nas palavras de Rafael Zanatta, pesquisador da Universidade de São Paulo, "quem as cria promove a mentira e manipula os cidadãos em torno de interesses particulares e desonestos".
Numa escala ampla, a proliferação de notícias falsas tende a criar no público uma grande incerteza e desconfiança sobre o conhecimento em geral, passando a duvidar indiscriminadamente de todas as fontes de informação, não sabendo mais identificar a verdade e nem onde buscá-la. Campanhas deliberadas de notícias falsas são um ataque direto ao direito à informação, e podem desacreditar a grande imprensa, os professores e os produtores acadêmicos de conhecimento legítimo, como os cientistas, historiadores e sociólogos. Podem arruinar reputações sólidas e criar falsos ídolos, podem causar danos a instituições, prejudicar a democracia e a cidadania, fortalecer preconceitos, fomentar teorias de conspiração, e influenciar artificialmente processos políticos, culturais, econômicos e sociais.
As notícias falsas repetidas constantemente podem adquirir um aspecto de verdade diante do público, e seus efeitos podem ser persistentes. Estudos científicos mostram que mesmo depois de confrontadas com a verdade, muitas pessoas influenciadas por notícias falsas continuam mantendo opiniões errôneas. O efeito é ampliado porque a psique humana tem a tendência de buscar a confirmação daquilo em que acredita e desqualificar aquilo que se choca contra suas convicções, e está sujeita ao "comportamento de manada", ou seja, o deixar-se levar em massa por um influenciador poderoso, sem que as ações passem pelo crivo da crítica e da lógica. Na explicação de Fabrício Benevenuto, professor da Universidade Federal de Minas Gerais, "se muitas pessoas compartilham uma ideia, outras tendem a segui-la. É semelhante à escolha de um restaurante quando você não tem informação. Você vê que um está vazio e que outro tem três casais. Escolhe qual? O que tem gente. Você escolhe porque acredita que, se outros já escolheram, deve ter algum fundamento nisso". Um estudo desenvolvido por pesquisadores do MIT, analisando mais de 120 mil sequências de notícias no Twitter entre 2006 e 2017, concluiu que notícias falsas se espalham mais depressa, vão mais longe, atingem mais pessoas e tem uma probabilidade muito maior de serem redistribuídas do que as verdadeiras.
As notícias falsas são um componente importante no conceito de pós-verdade, que caracteriza um contexto onde os fatos objetivos têm um menor poder de moldar a opinião pública do que apelos à emoção e a crenças pessoais, e onde qualquer coisa pode se tornar "verdade", conforme os interesses dos indivíduos ou grupos que controlam a informação. Na reflexão do filósofo Janine Ribeiro, "essa tendência traz um elemento triste. Não é apenas falar uma mentira. Ao dizer 'pós', é como se a verdade tivesse acabado e não importa mais. Essa é a diferença entre pós-verdade e todas as formas de manipulação das informações que tivemos antes". Para o professor da USP Eugenio Bucci, referindo-se à esfera da política, "a ideia contida aí é relativamente simples: a política teria rompido definitivamente com a verdade factual e passa a se valer de outros recursos para amalgamar os seguidores de suas correntes. É como se a política tivesse sucumbido ao discurso do tipo religioso e se conformado com isso".
É um exemplo do vasto impacto potencial das notícias falsas a negação da realidade do aquecimento global, levando à adoção de planos econômicos que privilegiam o uso de combustíveis fósseis, contradizendo o consenso científico que aponta esses combustíveis como a principal causa do aquecimento. Também influenciaram o resultado das eleições norte-americanas de 2016 das eleições brasileiras de 2018, e o resultado do plebiscito que decidiu a saída do Reino Unido da União Europeia (Brexit), apenas para citar alguns exemplos recentes de grandes repercussões.